# Набережное (Черниговская область)
Набережное (укр. Набережне) — село в Семёновском районе Черниговской области Украины. Население 3 человека (2001). Занимает площадь 0,02 км².
Код КОАТУУ: 7424782504. Почтовый индекс: 15420. Телефонный код: +380 4659.

## Власть
Орган местного самоуправления — Карповичский сельский совет. Почтовый адрес: 15420, Черниговская обл., Семёновский р-н, с. Карповичи, ул. Центральная, 75а.